# Nectactis singularis
Nectactis singularis är en korallart som beskrevs av Gravier 1918. Nectactis singularis ingår i släktet Nectactis och familjen Sideractiidae. Inga underarter finns listade i Catalogue of Life.